# Microsynanthedon setodiformis
Microsynanthedon setodiformis is een vlinder uit de familie wespvlinders (Sesiidae), onderfamilie Sesiinae.
Microsynanthedon setodiformis is voor het eerst wetenschappelijk beschreven door Mabille in 1891. De soort komt voor in het Afrotropisch gebied.